# Sahāba

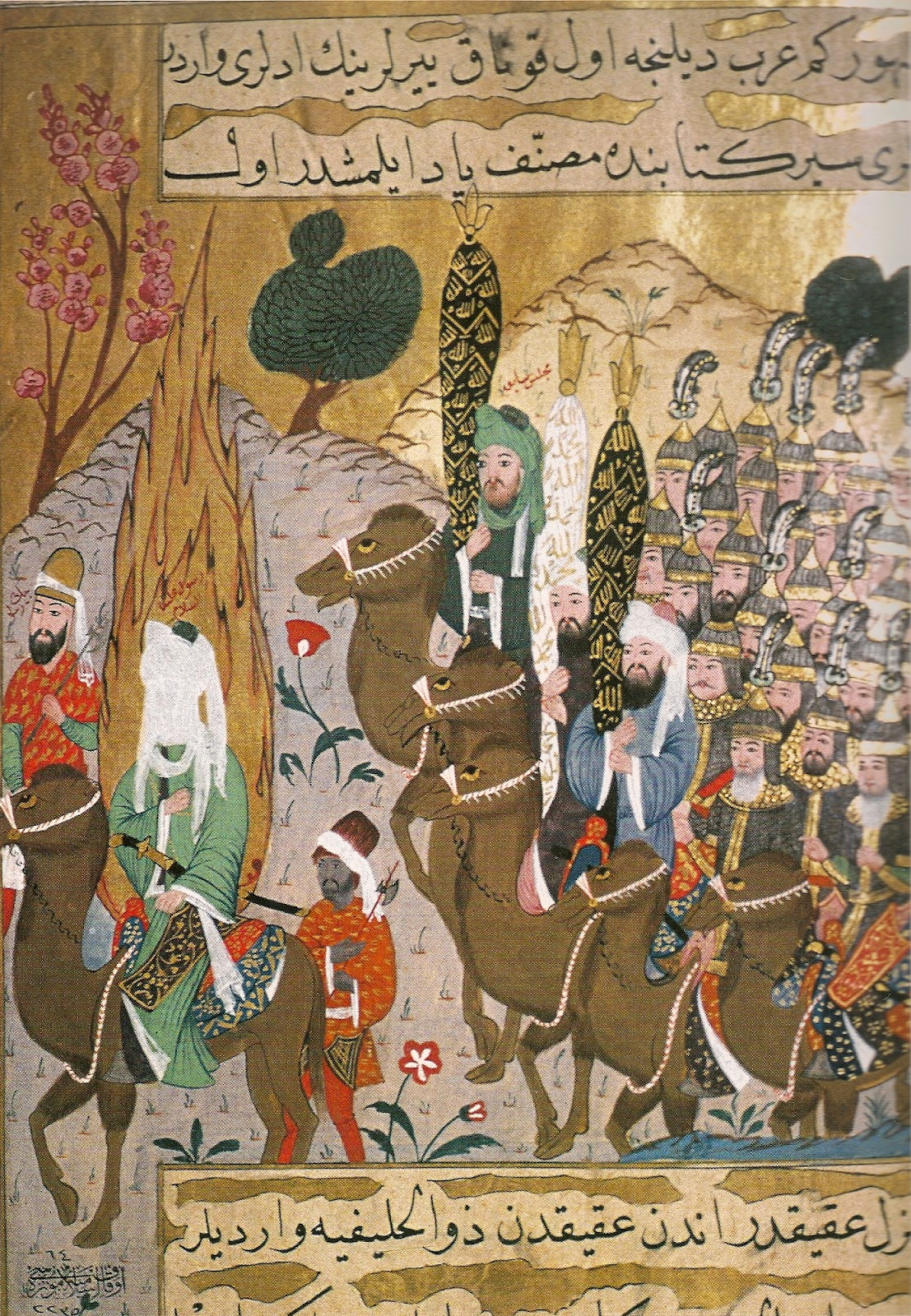
Mohammed reitet mit seinen Gefährten auf Kamelen (türkische Miniatur aus dem Siyer-i Nebi)

Sahāba (arabisch صحابة, DMG ṣaḥāba) ist der Sammelbegriff für die Gefährten und Begleiter des Propheten Mohammed. Die Einzelperson nennt man ṣaḥābī oder ṣāḥib rasūli ’llāh, was „Begleiter“ oder „Weggefährte des Gesandten Gottes“ bedeutet. Die Bedeutung der Sahaba in der Gestaltung des Frühislams zur Zeit des Propheten und nach dessen Tod ist unbestritten. Das islamische Schrifttum hat über sie, über ihre Abstammung, ihr Privatleben und über ihre Taten zur Zeit der Prophetie und danach eine umfangreiche biographische Literatur geschaffen. Die Sahaba sind die unmittelbaren „Kronzeugen“ für die Mitteilung und Weitergabe (riwaya) der Aussagen des Propheten und spielen somit in den Hadithen eine entscheidende Rolle.

## Definition
Nach islamischer Definition (beispielsweise bei al-Buchari) ist „derjenige von den Muslimen, der den Propheten begleitet (sahiba) oder ihn gesehen hat, [...] einer seiner Gefährten“. Nach weiteren Definitionen sind folgende Voraussetzungen zu erfüllen, um im islamischen Traditionalismus als Prophetengefährte zu gelten:
- ein längerer Kontakt zum Propheten als Muslim,
- Überlieferung seiner Aussagen und Taten (siehe hadith),
- Teilnahme an seinen Feldzügen,
- Volljährigkeit.

## Einteilung in Klassen
Trotz der theoretisch egalitären Gesinnung im Islam wurden die Sahaba in Klassen eingeteilt. Eine Unterscheidung, die bereits aus der Zeit des Propheten stammt, ist diejenige in die Muhādschirūn („Auswanderer“), die mit Mohammed nach Medina übersiedelten, und die Ansār („Helfer“), welche in Medina den Propheten und die Auswanderer unterstützten. Weitere Gruppen wurden gemäß ihrer Beteiligung an den Feldzügen des Propheten definiert. Diese Klassifizierung der Zeitgenossen des Propheten hat schon der zweite Kalif Umar ibn al-Chattab bei der Verteilung der Dotationen (diwan) nach den Kriegszügen angewandt.
Ibn Ishāq (gest. 767) führt als eine besondere Gruppe „die ersten Vorausgehenden“ (as-Sābiqūn al-awwalūn) an, also die Frühmuslime. Hierzu gehörten nach ihm ʿAlī ibn Abī Tālib, Mohammeds Sklave und danach Adoptivsohn Zaid ibn Hāritha, Abū Bakr, ʿUthmān ibn ʿAffān, az-Zubair ibn al-ʿAuwām, ʿAbd ar-Rahmān ibn ʿAuf, Saʿd ibn Abī Waqqās und Talha ibn ʿUbaidallāh, die die ersten acht Muslime waren, sowie 45 weitere Personen.
Der Historiograph Muhammad ibn Saʿd (gest. 845) differenziert bei der Nennung der ersten Muslime von Mekka konsequent zwischen denjenigen, die sich vor bzw. während Mohammeds Aufenthalt im „Haus al-Arqam“ (dār al-Arqam) zum Islam bekehrten: „N. N. nahm den Islam an, bevor der Gesandte Gottes das Haus von al-Arqam ibn Abī l-Arqam betrat und bevor er dort (die Menschen) zum Islam aufrief“ und: „N. N. nahm den Islam im Haus von al-Arqam an“.

## Beurteilung bei Sunniten und Schiiten
Die Beurteilung der Prophetengefährten ist bei Sunniten und Schiiten sehr gegensätzlich.

### Sunnitische Sicht
Im Bereich des sunnitischen Islams ist es üblich, die Fadā'il der Prophetengefährten hervorzuheben und bei Nennung eines Prophetengefährten die tarḍiya zu sprechen, also die Formel raḍiya Llāhu ʿan-hu („Gott möge Wohlgefallen an ihm haben“). Von verschiedenen Prophetengefährten werden auch Wunder überliefert. Ahmad ibn Hanbal wird dagegen mit der Aussage zitiert, dass man zur Zeit der Prophetengefährten noch keine Wunder brauchte, weil der Glaube der frühen Muslime stark war. Erst als in späterer Zeit der Glaube der Muslime schwach geworden sei, habe Gott sie dadurch gestärkt, dass er durch die Gottesfreunde Huldwunder (karāmāt) für sie geschehen ließ.
Die Prophetengefährten spielen daneben eine wichtige Rolle als Vorbilder in der sunnitischen Normenlehre. Ein bekannter, vom Propheten Mohammed überlieferter Ausspruch lautet: „Meine Gefährten sind wie die Sterne. Welchem von ihnen auch immer ihr folgt, werdet ihr rechtgeleitet“ (aṣḥābī ka-n-nuǧūm bi-aiyihim iqtadaitum ihtadaitum). In den Büchern zur islamischen Rechtstheorie wird dieser Hadith als Beleg dafür präsentiert, dass die Prophetengefährten mit ihrem Verhalten und ihren Aussagen Repräsentanten der Lehre des Propheten sind. Asch-Schāfiʿīs Schüler al-Muzanī (gest. 878) warnte allerdings davor, aus diesem Prophetenwort die Schlussfolgerung zu ziehen, dass alle Prophetengefährten auch zuverlässige Überlieferer von Hadithen sind. Hanafitische Rechtsgelehrte betrachteten den Hadith als Legitimation dafür, dass wie die Prophetengefährten auch muslimische Gelehrte dazu befugt seien, bei der Rechtsfindung persönlichen Ra'y anzuwenden. Die Zuverlässigkeit dieses Hadith ist allerdings schon früh in Zweifel gezogen worden. Ibn Hazm vertrat sogar die Auffassung, dass er „erlogen“ (makḏūb) sei.

### Schiitische Sicht
Von schiitischer Seite wird missbilligt, dass sich die Sahāba in ihrer großen Mehrheit weigerten, die Ansprüche von ʿAlī ibn Abī Tālib auf die Nachfolge des Propheten zu unterstützen und sich einige von ihnen, wie zum Beispiel Aischa bint Abi Bakr, im Kampf offen gegen ihn wandten. Damit verließen sie nach schiitischer Sicht den Islam und stellten sich auf eine Stufe mit den im Koran genannten Heuchlern und Götzen. Diese Auffassung wurde insbesondere im Kitāb Sulaim ibn Qais formuliert, aber auch von schiitischen Theologen wie Hischām ibn al-Hakam vertreten.
Innerhalb der imamitischen Schia war es eine lange geübte Praxis, die Prophetengefährten zu verfluchen. Im sunnitischen Islam wurde diese Praxis der „Beschimpfung der Prophetengefährten“ (sabb aṣ-ṣaḥāba) als Sünde betrachtet und zum Teil mit dem Tode bestraft. Im 20. Jahrhundert schrieb die streng sunnitische Salafīya-Bewegung die Verteidigung der Prophetengefährten auf ihre Fahnen. Die Verteidigung bestimmter Sahāba wie zum Beispiel des ʿAlī-Gegners Muʿāwiya war das Anliegen des Salafīya-Publizisten Muhibb ad-Dīn al-Chatīb (1886–1969). Er forderte das „Bekenntnis zur Tugend und gleichwertigen Frömmigkeit aller Prophetengefährten“.